# Perper monténégrin

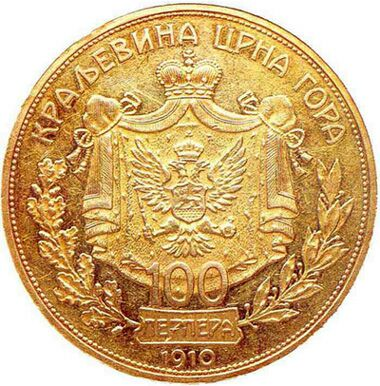
Pièce de 100 perpers de 1910

Le perper (cyrillique Перпер, pluriel перпери) était l'unité monétaire du Monténégro entre 1906 et 1918. Le nom vient directement du perper de l'Empire serbe voisin, dont la principauté du Monténégro puis le royaume du Monténégro se sont considérés les successeurs.
Subdivisé en 100 pare (singulier para, serbe паре, пара), il équivalait un franc français dans le cadre de l’Union latine. Le perper fut par la suite remplacé par la couronne yougoslave lors de l'intégration du pays dans le royaume des Serbes, Croates et Slovènes, futur royaume de Yougoslavie.